# Eduardo Gottardi
Eduardo Gottardi (Encantado, 18 ottobre 1985) è un ex calciatore brasiliano, di ruolo portiere.